# Автошлях Т 0231
Автошля́х Т 0231 — автомобільний шлях територіального значення у Вінницькій області. Пролягає територією Вінницького району від об'їзної дороги довкола Вінниці до аеропорту «Вінниця». Загальна довжина — 1,2 км.

## Маршрут
Автошлях проходить через такі населені пункти:
| Автошлях Т 0231    |        |
| Вінницька область  |        |
| Вінницький район   |        |
|                    | E50М12 |
| Вінниця (аеропорт) |        |